# Markinch
Markinch (gaelico scozzese, Marg Innis) è una piccola città situata nel cuore del Fife, Scozia, con una popolazione, al censimento del 2001, di 2.254 abitanti. Markinch si trova a est del capoluogo amministrativo del Fife, Glenrothes.
Non si hanno notizie storiche sui primi insediamenti umani di Markinch, ma ve ne sono tracce, come il Balfarg stone circle, che vengono fatte risalire al 3000 a.C..
Si ritiene che, con il nome di Dalgynch, fosse stata la capitale dei Pitti del Fife.
Alcune costruzione sulla Markinch Hill hanno origine romana e medievale mentre nei sobborghi settentrionali si trova un reperto celtico, la Celtic Stob Cross, che può avere avuto la funzione di segnare dei confini.
La città è costruita su un piccolo crinale che la rende visibile anche da lontano.